# The Hater of Men
Pour plus de détails, voir Fiche technique et Distribution.
The Hater of Men est un film américain réalisé par Charles Miller, sorti en 1917.

## Synopsis
Une journaliste déçue par le mariage, décide de quitter son fiancé. 

## Fiche technique
- Titre : The Hater of Men
- Réalisation : Charles Miller
- Scénario : C. Gardner Sullivan
- Photographie : Clyde De Vinna
- Pays de production : États-Unis
- Format : Noir et blanc - 1,33:1 - Film muet
- Genre : comédie dramatique
- Durée : 50 minutes
- Date de sortie : 1917

## Distribution
- Bessie Barriscale : Janice Salsbury
- Charles K. French : Phillips Hartley
- John Gilbert : Billy Williams